# Brian Wellman
Brian Wellman (* 8. September 1967) ist ein ehemaliger Dreispringer aus Bermuda.
1988 in Seoul nahm er zum ersten Mal an den Olympischen Spielen teil, schied aber in der Qualifikation aus.
1991 wurde er Sechster bei den Weltmeisterschaften in Tokio und gewann Gold bei der Universiade. Im Jahr darauf wurde er Fünfter bei den Olympischen Spielen in Barcelona.
1993 gewann er Bronze bei den Hallenweltmeisterschaften in Toronto und wurde Achter bei den Weltmeisterschaften in Stuttgart. Einer Bronzemedaille bei den Commonwealth Games 1994 in Victoria folgten 1995 Gold bei den Hallenweltmeisterschaften in Barcelona und Silber bei den Weltmeisterschaften in Göteborg.
1996 wurde er Sechster bei den Olympischen Spielen in Atlanta, 1997 Fünfter bei den Weltmeisterschaften in Athen. Bei den Weltmeisterschaften 1999 in Sevilla und den Olympischen Spielen 2000 in Sydney scheiterte er in der Qualifikation, bei seinen letzten Weltmeisterschaften 2001 in Edmonton wurde er noch einmal Sechster.
Drei Medaillen gewann er bei den Zentralamerika- und Karibik-Meisterschaften: Bronze 1997 sowie Gold 1999 und 2001. 
Brian Wellman ist 1,75 m groß und wog in seiner aktiven Zeit 72 kg.

## Bestleistungen
- Dreisprung: 17,62 m, 15. April 1995, El Paso (nationaler Rekord)
  - Halle: 17,72 m, 12. März 1995, Barcelona (nationaler Rekord)